# 417
417 (CDXVII) var ett normalår som började en måndag i den julianska kalendern.

## Händelser

### Januari
- 1 januari – Constantius III gifter sig med Galla Placidia, syster till kejsar Honorius.

### Mars
- 18 mars – Sedan Innocentius I har avlidit en vecka tidigare väljs Zosimus till påve.[1]

### Okänt datum
- Visigoterna erhåller Akvitanien och kung Wallia etablerar en huvudstad i Toulouse.
- Pelagianismen fördöms under konciliet i Kartago.

## Avlidna
- 12 mars – Innocentius I, påve sedan 401.